# Hoesch-Museum

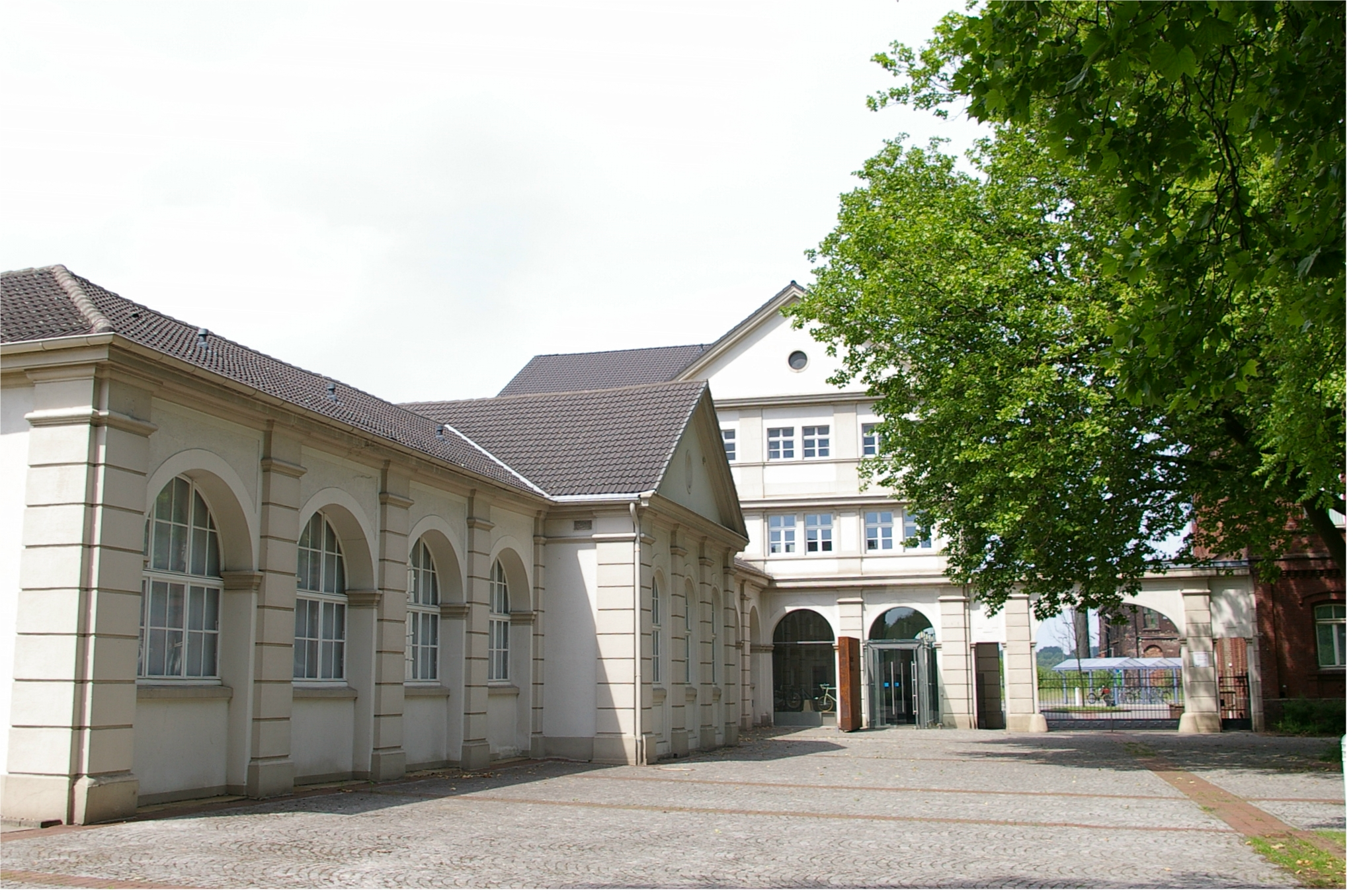
Hoesch-Museum Eingangsbereich (2006)

Hoesch-Museum Vorderseite (2024)

Hoesch-Museum – Blick in die Ausstellung (2024)

Das Hoesch-Museum ist ein 2005 wieder eröffnetes Museum in Dortmund. Untergebracht im historischen Portierhaus der Westfalenhütte, zeigt das Museum einen Überblick über 160 Jahre Unternehmensgeschichte, Technikgeschichte und Sozialgeschichte der Stahlarbeit, verbunden mit der Dortmunder Stadtgeschichte.

## Das Gebäude
Der ehemalige Werkseingang mit dem Portierhaus wurde von der Dortmunder Architektengemeinschaft Hugo Steinbach und Paul Lutter entworfen und von 1912 bis 1914 errichtet. Das Portierhaus diente der Kontrolle der Anwesenheit der Stahlarbeiter und beherbergte Räume der Werkpolizei, eine Arrestzelle, das Lohnbüro und einen Speisesaal. Der heutige Bauzustand wurde in den 1950er Jahren hergestellt. Seit 1988 steht das Gebäude unter Denkmalschutz.

## Stahl-Bungalow
Das Hoesch-Museum hat 2023 einen Bungalow aus Stahl erhalten, der früher im Dortmunder Stadtteil Hombruch stand. In den 1960er Jahren hatte Hoesch dort rund 200 solcher Häuser aufgestellt. Der Stahl-Bungalow, der neben dem Museum steht, soll für Veranstaltungen und Ausstellungen genutzt werden. Im Mai 2025 wurde das Hoesch-Stahlhaus von 1966 eröffnet. Es wurde aus dem Verbundwerkstoff Platal gefertigt und zeigt in einer kulturhistorischen Dauerausstellung die Geschichte industriellen Wohnens, die Entwicklung von Fertig- und Stahlhäusern sowie die Rolle von Stahl in Architektur und Bauwesen. Neben den Ausstellungsräumen sind das Badezimmer und die Küche teilweise im Originalzustand erhalten.

## Geschichte
Schon Ende der 1980er Jahre wurden im ehemaligen Portierhaus das Hoesch-Museum und das Hoesch-Archiv untergebracht. Mit der Übernahme der Hoesch AG durch die Friedrich Krupp AG wurde der Museumsbetrieb 1992 eingestellt. Durch die Zusammenarbeit ehemaliger Hoeschianer, des Museums für Kunst- und Kulturgeschichte Dortmund und der Stiftung Westfälisches Wirtschaftsarchiv konnte das Museum am 23. Oktober 2005 wiedereröffnet werden. Treibende Kraft war der langjährige Arbeitsdirektor und spätere Ehrenvorsitzende des Fördervereins Alfred Heese. Der Förderverein „Freunde des Hoesch-Museums e. V.“ ist Träger des Hoesch-Museums und organisiert mit vielen ehrenamtlichen Mitarbeitern den Museumsbetrieb. Vorsitzender des Fördervereins ist der Historiker Dr. Karl Lauschke.

## Sonderausstellungen, in Auswahl
- 2011: Stahl + Stadt. Ansichten über die Wirklichkeit des Ruhrgebiets, Fotografien von Bernd Langmack und Haiko Hebig
- 2012/13: Stahlbau aus Dortmund. Vom 28. Oktober 2012 bis zum 17. März 2013 (dem Anspruch „Forum zur Geschichte von Eisen und Stahl und zum Strukturwandel in Dortmund“ folgend berücksichtigte die Wechselausstellung die Fa. Hoesch als Lieferant von Vormaterial und die europäisch und global tätigen Dortmunder Familienunternehmen Anker Schröder, Dörnen, Jucho und Klönne sowie die Dortmunder Firma Union Brückenbau in ihrer Entwicklung).
- 2019: Hoesch maritim. Von Stahlprodukten, Wasserwegen und Schiffbau, 11. August bis 27. Oktober 2019
- 2019:  Migration und Religionen im Ruhrgebiet. Neue Heimat finden. Auf Vielfalt vertrauen. Im Revier leben. (Die Ausstellung thematisierte den Umstand, dass ein Großunternehmen wie Hoesch mit seinen Produktionsstätten, Betriebsführungs-, Tochter- und Beteiligungsgesellschaften häufig Ziel von Arbeitsmigrationen und damit auch Auslöser zunehmender religiöser Diversität der Wohnbevölkerung war. Anlässlich der Vernissage am 20. Juni 2019 sprachen Gäste aus Landespolitik, Kirche und Wissenschaft).
- 2021: EisenWasserLand. 2500 Jahre Geschichte von Eisen und Stahl im Siegerland. (Die Ausstellung thematisierte das Siegerland als traditionsreiche Region von Montangewerbe und -industrie, wo der Hoesch-Konzern, speziell die Hoesch Stahl AG, bedeutende Produktionsstandorte besaß).
- 2021/22: Geschaffen. Geschwitzt. Gehofft. 150 Jahre Arbeit auf der Westfalenhütte (Ausstellung anlässlich des 150. Jahrestages der Gründung der Westfalenhütte am 1. September 1871; die Vernissage fand am 10. Oktober 2021 statt).